# Моринци
Моринц (укр.Моринці) село је у Украјини, Звенигородски рејон, Черкашка област, центар сеоског савета, што је такође подређено село села Гнилеч.
Налази се око 35 км од регионалног центра, места Звенигородка. У сеоским насељима су пронађени остаци черњахивске културе (која је постојала за вријеме Римског царства).
Велики украјински песник Тарас Григоревич Шевченко је рођен у овом месту 9.3.1814. Сељачка кућа у којој је рођен Тарас Шевченко је обновљена и претворена у музеј живота Тараса Шевченка.

## Подаци о месту
Надморска висина: 213 метара
Код КОАТСУ (Класификатор објеката и административно-територијалне структуре Украјине: 7121284001
Поштански број: 20210
Позивни број за Моринц: +380 4740
Координате: 49°15'07 с.г.ш., 31°00'04 и.г.д.
Регистарске ознаке: 24 CA
Број становника: 2103

## Веб странице
https://web.archive.org/web/20070311093542/http://www.moryntsi.com.ua/